# IPad (eerste generatie)
De eerste generatie iPad heeft een multi-touchscherm van 9,7 inch (24,6 centimeter) en weegt ongeveer 700 gram. Het draait op iOS, net zoals de iPhone en iPod touch en is daarmee in feite een grote broer van deze apparaten. Telefoneren, zoals met de iPhone, is niet mogelijk, maar VoIP wel.
De iPad werd tijdens een persconferentie door Apple in San Francisco op woensdag 27 januari 2010 voor het eerst aan het publiek getoond door Apple-topman Steve Jobs.
De gebruiker kan met het apparaat onder andere boeken (zogenaamde e-books) lezen, luisteren naar muziek, films kijken, videogames spelen, e-mailen en browsen op internet. Apple levert de volgende software mee met de iPad: Safari, Mail, Foto's, Video's, YouTube, iPod, iTunes Store, App Store, Google Maps, Notities, Agenda, Contacten en Spotlight. Tevens kan het apparaat vrijwel alle bestaande programma's (voor de iPhone en iPod touch) uit de App Store gebruiken en zijn er iPad-specifieke programma's verkrijgbaar. Net als de iPod en iPhone, synchroniseert de iPad gegevens met een Microsoft Windows- of Mac OS X-computer via iTunes.
In eerste instantie konden, evenals op de iPod touch en de iPhone, alleen enkele ingebouwde applicaties gelijktijdig met andere applicaties draaien. Hierdoor kon het apparaat aanzienlijk langer werken op een batterijlading. Met iOS 4.2 is daar verandering in gekomen, want daarmee is het wel mogelijk te "multitasken" (meer programma's tegelijk open hebben staan). Ondanks herhaaldelijke verzoeken van Adobe, weigert Apple ondersteuning voor Adobe Flash te bieden, omdat Apple meent dat het zeer nadelige effecten zal hebben op de prestaties van de iPhone, iPod touch en de iPad. Een groeiend aantal websites biedt echter toegang tot materiaal zonder gebruik te maken van Adobe Flash, door bijvoorbeeld gebruik te maken van video in HTML5, speciale apps aan te bieden in de App Store of een speciale variant van hun website te ontwikkelen voor gebruik met iPhone, iPod touch of iPad.
In de App Store is een speciale uitvoering van iWork, Apples eigen kantoorsoftwarepakket, voor de iPad verkrijgbaar. Van de tekstverwerker Pages, het presentatieprogramma Keynote en het spreadsheetprogramma Numbers zijn nieuwe versies ontwikkeld, die geoptimaliseerd zijn voor gebruik met de iPad. Bestanden kunnen uitgewisseld worden tussen iWork en Microsoft Office.
De Verenigde Staten waren als eerste aan de beurt met een lancering van de iPad op 3 april 2010. Andere grote markten zoals Frankrijk, Duitsland en Japan waren 28 mei 2010 aan de beurt. De iPad werd in Nederland en België op 23 juli gelanceerd.
In december 2010 werd de iPad door de Nederlandse vakpers verkozen tot beste product van 2010. De jury noemde de tablet 'gamechanging' en een 'revolutie in de mediawereld'.